# Charles Theodore Malherbe
Charles Theodore Malherbe (París, 21 d'abril de 1853 - Cormeilles, 6 d'octubre de 1911) fou un compositor i crític musical francès.
Es llicencià en Dret i abandonà la carrera per dedicar-se a la música: tingué per mestres com Adolphe-Léopold Danhauser, Wormser i Jules Massenet, i el 1880 emprengué un viatge d'estudis per Bèlgica, Països Baixos i Suïssa, i després començà a col·laborar en el Ménestrel, Guide Musical, Monde artistique i Recue internationale de musique.
El 1896 fou nomenat arxiver adjunt de l'Òpera de París, i el 1899 cap dels arxius. Reuní una magnífica col·lecció d'autògrafs, que llegà a la Biblioteca de l'Òpera, i en la qual estaven representats tots els músics cèlebres des de Johann Sebastian Bach a Richard Wagner i els contemporanis.
Com a compositor, deixà obres per a piano a dues i quatre mans, per a violí i per a orquestra, melodies vocals, música de cambra, algunes òperes còmiques inèdites, com les titulades L'ordonnance, Les trois commères i La Barbière de cette ville, la música d'escena per Les yeux clos (1897), L'amour du camp (1905), etc.
Amb Camille Saint-Saëns va publicar l'edició de les obres de Jean-Philippe Rameau, i amb Felix Weingartner les d'Hector Berlioz. Va tenir molts alumnes avantatjats com la belga Eugénie-Emilie Juliette Folville.

## Obres de crítica
- L'oeuvre dramatique de Richard Wagner; amb col·laboració amb Soubies (1886)
- Précis d'Histoire de l'opéra comique, 1840-1887 (1887)
- Mélanges sur R. Wagner (1891)
- Histoire de la seconde salle Favart, obra premiada per l'Institut (1892-93)
- Catalogue bibliographique des oeuvres de Donizetti (1897)
- P. Tchaïkowsky (901)